# Amnesia (jeu vidéo)
Pour les articles homonymes, voir Amnesia.
Amnesia est un jeu vidéo d’aventure développé par Cognetics Corporation et publié par Electronic Arts en 1986 sur Apple II et IBM PC avant d’être porté sur Commodore 64 en 1987. Le jeu débute dans une chambre d’hôtel de Manhattan alors que le héros se réveille en ayant perdu la mémoire. Peu après, le téléphone sonne et le héros est rapidement amené à sortir dans la rue pour explorer les environs. Le principal objectif du joueur est de découvrir la véritable identité de son héros. Pour cela, il peut explorer plus de 4000 lieux, principalement à New York. En plus de résoudre des énigmes, le joueur doit également gagner de l’argent, se nourrir et trouver un lieu où dormir. Sans cela, il risque de s’évanouir d’épuisement avant de se réveiller à l’hôpital où la police vient l’arrêter pour meurtre. Le jeu est uniquement en mode texte, le joueur définissant les actions de son héros en associant des verbes, des adjectifs et des noms,,,.